# Venă splenică
Vena splenică (anterior vena lienală) este un vas de sânge care drenează sângele din splină, fundul stomacului și o parte a pancreasului. Face parte din sistemul portalului hepatic. 

## Anatomie
Vena splenică este formată din venule mici care părăsesc splina. Călătorește pe deasupra pancreasului, alături de artera splenică. Colectează ramuri din stomac și pancreas, și mai ales din intestinul gros (drenat și de vena mezenterică superioară ) prin vena mezenterică inferioară, care se varsă în vena splenică până în locul de origine al venei hepatice. Vena splenică se termină în vena portală, formată atunci când vena splenică se alătură venei mezenterice superioare. 

## Semnificație clinică
Vena splenică poate fi afectată de tromboză, prezentând unele dintre caracteristicile trombozei venei portale și hipertensiunii portale, dar localizată într-o parte a teritoriului drenată de vena splenică. Acestea includ varicele din peretele stomacului datorită hipertensiunii arteriale la nivelul venelor gastrice scurte și durerile abdominale. Aceasta are ca rezultat varice gastrice, în care tratamentul la alegere ar fi splenectomia. Cea mai frecventă cauză pentru tromboza venei splenice este atât pancreatita cronică cât și cea acută.  

## Imagini suplimentare

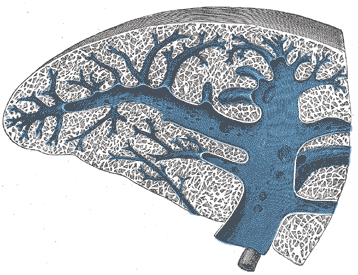
Secțiune transversală a splinei, care prezintă vena splenică și afluenții acesteia.